# Islamska zajednica Bošnjaka u Nizozemskoj
Islamska zajednica Bošnjaka u Nizozemskoj (IZBN) je vjerska organizacija Bošnjaka muslimana na području Nizozemskoj. 
Najviši predstavnik Islamske zajednice Bošnjaka u Nizozemskoj je glavni imam. Islamska zajednica Bošnjaka u Nizozemskoj je do danas u okviru Islamske zajednice u Bosni i Hercegovini na nivou medžlisa. Kao takva, sastavni je dio Mešihata Islamske zajednice Bošnjaka u Zapadnoj Europi, zbog čega je reis-ul-ulema vrhovni poglavar Bošnjaka muslimana i u Nizozemskoj.
Sjedište Islamske zajednice Bošnjaka u Nizozemskoj nalazi se u Arnhemu.

## Organizacija
Prvi bošnjački džemat u Nizozemskoj koji je imao svoje prostorije bio je džemat "Selam" iz Rotterdama, u kojem živi i najveći broj Bošnjaka u ovoj zemlji. Ovaj džemat je bila prva bošnjačka udruga osnovana na prostorima Nizozemske, a čije su prostorije Bošnjaci kupili 1991. godine. Danas, u okvirima Islamske zajednice Bošnjaka u Nizozemskoj djeluje devet bošnjačkih džemata (Amsterdam, Arnhem, Eindhoven, Enschede, Den Bosch, Nijmegen, Roermond, Rotterdam, Utrecht). Rad i aktivnosti usklađeni su s važećim zakonima Nizozemske i pravnim aktima Islamske zajednice u Bosni i Hercegovini.

## Vanjske poveznice
- Islamska zajednica Bošnjaka u Nizozemskoj